# Kenenisa Bekele
Pour les articles homonymes, voir Bekele.
Kenenisa Bekele Beyecha , né le 13 juin 1982 à Bekoji, est un athlète éthiopien, spécialiste des courses de fond. 
Il a remporté vingt-huit titres majeurs lors de compétitions internationales : trois médailles d'or aux Jeux olympiques (10 000 m en 2004 et doublé 5 000 m-10 000 m en 2008), cinq médailles d'or aux championnats du monde sur piste (10 000 m en 2003, 2005 et 2007, et doublé 5 000 m-10 000 m en 2009), ainsi que vingt titres mondiaux lors des championnats du monde de cross-country (dont douze individuels). Il reçoit le trophée IAAF de l'athlète de l'année en 2004 et 2005
Il est l'ancien détenteur du record du monde du 10 000 mètres (26 min 17 s 53, le 26 août 2005 à Bruxelles) et l'ancien détenteur de celui du 5 000 mètres. Il détient également les records du monde en salle du 2 000 m, du 2 miles et du 5 000 m. Il a bouclé le Marathon de Berlin 2019 en 2 h 1 min 41 s soit 1 min 06 s de plus que le record du monde de Kelvin Kiptum.
Il fait également partie du NN Running Team.

## Biographie
Né le 13 juin 1982, près du Wereda de Bekoji, en Éthiopie, Kenenisa Bekele est le second d'une fratrie de six enfants. Son frère cadet Tariku a été vice-champion du monde cadet du 3 000 m en 2003 et poursuit une carrière internationale dans les mêmes disciplines que Kenenisa. Inspiré par les succès de ses compatriotes Derartu Tulu, Fatuma Roba et Haile Gebreselassie, il commence à pratiquer la course à pied dès l'école primaire.

### Débuts
Vainqueur des championnats régionaux de cross-country de sa catégorie d'âge en 1997, il gravit rapidement les échelons en représentant sa province lors des Championnats d’Éthiopie juniors de 1999. Sa sixième place lui permet d'être sélectionné dans l'équipe nationale junior pour disputer les Championnats du monde de cross-country. À Belfast, il se classe neuvième de l'épreuve individuelle junior et permet à ses coéquipiers de remporter la médaille d'argent par équipes. Sur la piste, il participe aux Championnats du monde cadets de Bydgoszcz, en Pologne, où il s'adjuge la médaille d'argent du 3 000 m en 8 min 9 s 89, derrière le Kényan Pius Muli. L'année suivante, il ne parvient pas à se qualifier pour les mondiaux de cross, mais il remporte en revanche la médaille d'argent du 5 000 m lors des Championnats du monde juniors de Santiago du Chili, devancé finalement par le Kényan Gordon Mugi.
Aux Championnats du monde de cross-country 2001 d'Ostende, en Belgique, Kenenisa Bekele se classe deuxième de l'épreuve senior du cross court, derrière le Kényan Enock Koech, et s'impose dès le lendemain dans l'épreuve junior. Victime de douleurs abdominales lors du meeting Golden Gala de Rome faisant également office de sélection éthiopienne sur 5 000 m pour les Championnats du monde, il ne termine que 16e de l'épreuve et 4e éthiopien. En août 2001, au Mémorial Van Damme de Bruxelles, il établit un nouveau record du monde junior du 3 000 m en 7 min 30 s 67.

### Premiers titres mondiaux
En mars 2002, il devient le premier athlète à remporter les titres du cross court (4 km) et du cross long (12 km) lors des mêmes Championnats du monde, s'adjugeant également deux médailles d'argent au titre du classement par équipes. En 2003, Bekele remporte cinq victoires consécutives sur cross avec une avance moyenne de 27 secondes sur ses premiers concurrents. Aux Championnats du monde de cross d'Avenches, en Suisse, l’Éthiopien décroche deux nouvelles médailles d'or dans les épreuves individuelles, ainsi que deux médailles d'argent par équipes. Lors de la saison estivale sur piste, il bat à deux reprises son compatriote Haile Gebreselassie, une première fois à Hengelo sur 10 000 m et une seconde fois à Rome sur 5 000 m où il subit néanmoins sa première défaite en deux ans, face au Kényan Abraham Chebii. Aux Bislett Games d'Oslo, Bekele l'emporte en 12 min 52 s 26 et descend pour la première fois de sa carrière sous les 13 minutes sur 5 000 m.
Aligné sur les deux épreuves de fond lors des Championnats du monde de Paris-Saint-Denis, Kenenisa Bekele s'adjuge tout d'abord le titre planétaire du 10 000 m en 26 min 49 s 57, devant ses deux compatriotes Haile Gebrselassie et Sileshi Sihine après avoir pris l'avantage dès les 200 derniers mètres. Quelques jours plus tard, il remporte la médaille de bronze du 5 000 m en 12 min 53 s 12, se classant derrière le Kényan Eliud Kipchoge et le Marocain Hicham El Guerrouj. Vainqueur de la Finale mondiale de l'athlétisme de Monaco, il remporte en fin d'année le 5 000 m des Jeux africains, à Abuja au Nigeria, en 13 min 26 s 16, devant son compatriote Hailu Mekonnen.

### Records du monde du 5 000 et du 10 000 m, sacre olympique (2004)
Sa saison 2004 s'ouvre par deux nouveaux titres mondiaux individuels obtenus lors des Championnats du monde de cross-country de Bruxelles où il devance dans les épreuves courtes et longues son compatriote Gebre Gebremariam. Il remporte par ailleurs deux médailles d'or par équipe. Avec six médailles d'or individuelles, il surpasse désormais les Kényans John Ngugi et Paul Tergat au palmarès des vainqueurs de mondiaux de cross. Fin janvier 2004, à Stuttgart, pour ce qui constitue sa première course disputée en salle, il signe le temps de 7 min 30 s 77 sur 3 000 mètres. Le 20 février 2004, lors du meeting en salle de Birmingham, l’Éthiopien établit à vingt-et-un an seulement le premier record du monde de sa carrière en réalisant 12 min 49 s 60 sur 5 000 m.
Le 31 mai 2004, lors du meeting des Fanny Blankers-Koen Games de Hengelo, aux Pays-Bas, Kenenisa Bekele établit un nouveau record du monde du 5 000 m en parcourant la distance en 12 min 37 s 35. Il améliore ainsi de près de deux secondes l'ancienne meilleure marque mondiale de son compatriote Haile Gebrselassie de 12 min 39 s 36 établi en juin 1998 à Helsinki. Neuf jours plus tard, le 9 juin 2004, Bekele s'empare du record mondial du 10 000 m en s'imposant en 26 min 20 s 31 lors du Meeting d'Ostrava, en République tchèque, battant là encore de près de deux secondes le record mondial de Haile Gebrselassie (26 min 22 s 75 en 1998).
Kenenisa Bekele décide de s'aligner dans les épreuves du 5 000 m et du 10 000 m lors des Jeux olympiques de 2004, à Athènes. Il décroche son premier titre olympique le 20 août, sur 10 000 m, en s'imposant dans le temps de 27 min 5 s 10, nouveau record olympique, mettant fin au long règne de Haile Gebrselassie, cinquième seulement de la finale. Sileshi Sihine, qui termine à plus de quatre secondes de Bekele est médaillé d'argent, Zersenay Tadesse médaillé de bronze. Une semaine plus tard, l’Éthiopien figure parmi les favoris de la finale du 5 000 m. La course, qui démarre sur un rythme peu élevé, réunit tous les favoris, dont le Kényan Eliud Kipchoge et le Marocain Hicham El Guerrouj. À l’entame du dernier tour, Kipchoge lance de loin le sprint final, avant de se faire rejoindre par Bekele à 200 m de la ligne. El Guerrouj, en embuscade, parvient à dépasser tous ses adversaires à 50 m de l’arrivée pour l’emporter en 13 min 14 s 39. Bekele s'adjuge la médaille d'argent en 13 min 14 s 59 et devance sur le fil Eliud Kipchoge.

### Champion du monde, record du monde du 10 000 m (2005)
Le 4 janvier 2005, lors d'un camp d'entrainement près d'Addis-Abeba, Kenenisa Bekele effectue un footing en compagnie de sa fiancée, Alem Techale. Cette dernière s'appuie contre un arbre, s'effondre et décède d'un arrêt cardiaque dans la voiture sur la route de l'hôpital. De retour sur les pistes d'athlétisme moins de deux semaines après l'enterrement de sa fiancée, il s'incline face à l'Irlandais Alistair Cragg lors d'un 3 000 m des Boston Indoor Games, avant de subir une nouvelle défaite quelques jours plus tard lors du meeting en salle de Birmingham. Le 23 mars 2005, à Saint-Galmier, il retrouve son meilleur niveau en remportant les épreuves courtes et longues des championnats du monde de cross.
Auteur de la meilleure performance mondiale de l'année sur 5 000 m, le 1er juillet au Meeting Gaz de France, l’Éthiopien conserve son titre mondial du 10 000 m à l'occasion des championnats du monde d'Helsinki. Il s'impose en finale en 27 min 8 s 33, devant son compatriote Sileshi Sihine et le Kényan Moses Mosop. Le 26 août 2005, lors du Mémorial Van Damme de Bruxelles, il améliore de près de trois secondes son propre record du monde du 10 000 mètres en parcourant la distance en 26 min 17 s 53. Amené par son frère Tariku, il passe aux 5 000 m en 13 min 9 s 19 et conclut son dernier tour de piste en 57 secondes. Il reçoit le Trophée IAAF de l'athlète de l'année pour la seconde année consécutive.

### Dixième titre mondial de cross-country (2006)

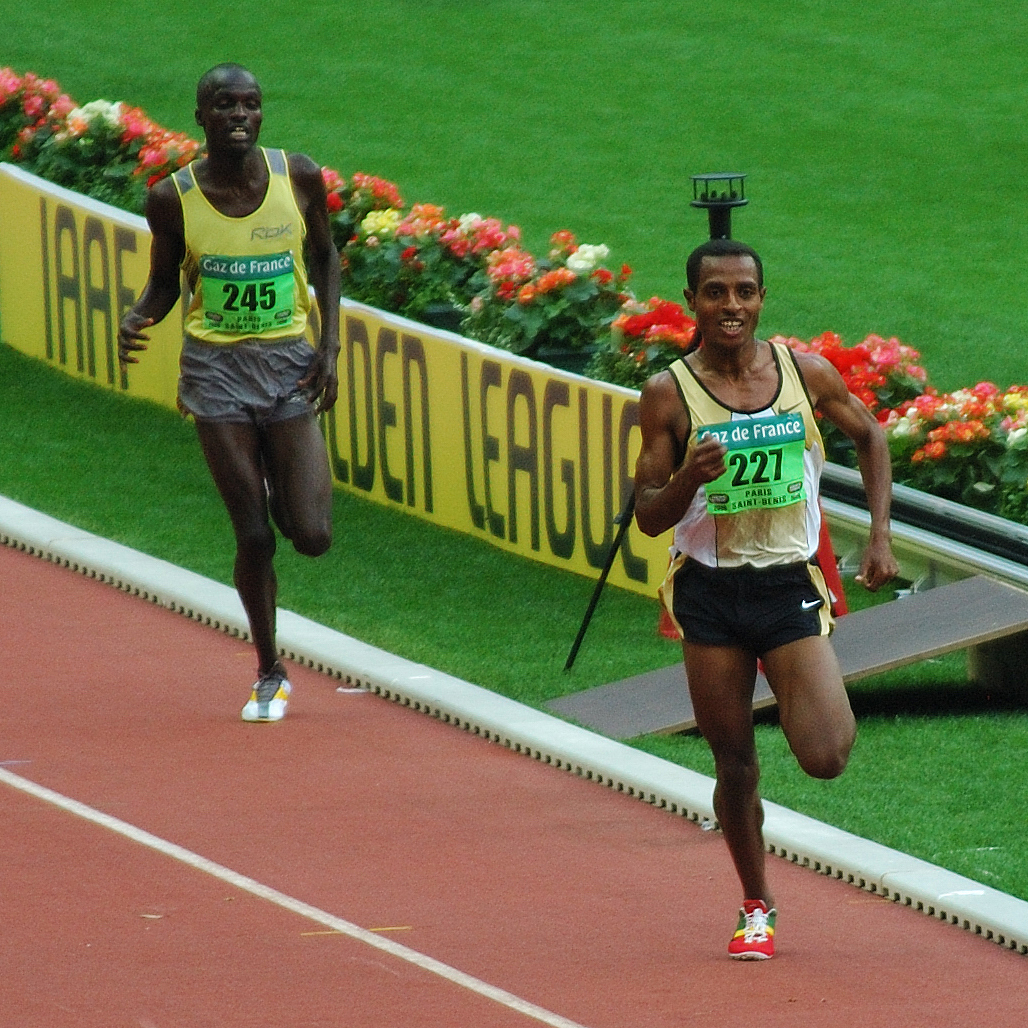
Kenenisa Bekele remporte le Meeting Gaz de France 2006

En mars 2006, Kenenisa Bekele participe pour la première fois de sa carrière à un championnat intercontinental en salle. Aux championnats du monde de Moscou, il s'adjuge le titre du 3 000 m en 7 min 39 s 32, devant la Qatari Saif Saaeed Shaheen, détenteur du record du monde du 3 000 m steeple, et le Kényan Eliud Kipchoge. Il devient à cette occasion le premier athlète à obtenir un titre mondial sur les trois catégories de la piste, de la salle et du cross. Au début d'avril, à Fukuoka au Japon, lors des championnats du monde de cross, il réalise pour la cinquième année consécutive le doublé course longue et course courte et s'adjuge à cette occasion son neuvième et dixième titre individuel dans cette compétition.
Il commence sa saison estivale sur piste par trois défaites, s'inclinant notamment devant le Kényan Isaac Kiprono Songok sur 5 000 m lors des Bislett Games d'Oslo. Vainqueur par la suite des meetings de Paris et de Rome, il est battu par Bernard Lagat sur 5 000 m lors du meeting de Londres. La saison en plein air étant marquée par l'absence de championnats du monde, il participe, pour la première fois, aux championnats d'Afrique, à Bambous, à Maurice. Il y remporte la médaille d'or du 5 000 m dans le temps de 14 min 3 s 41. Fin août 2006, il établit la meilleure performance mondiale de l'année au Mémorial Van Damme de Bruxelles en 12 min 48 s 09 et s'assure la victoire en Golden League en remportant cinq victoires en six courses. Sélectionné dans l'équipe d'Afrique lors de la 10e édition de la Coupe du monde des nations, à Athènes, il s'incline face à l'Australien Craig Mottram dans l'épreuve du 3 000 m.

### Troisième titre mondial sur 10 000 m (2007)
Kenenisa Bekele établit la meilleure performance mondiale de tous les temps sur 2 000 m en salle, le 17 février 2007 à Birmingham, en 4 min 49 s 99. Moins d'un mois plus tard, il s'aligne dans la course individuelle des championnats du monde de cross, à Mombasa au Kenya, en quête d'un sixième succès consécutif dans la course individuelle. Dans des conditions caniculaires (34 degrés et plus de 60% d'humidité), l’Éthiopien abandonne à 800 m de l'arrivée d'une course qu'il menait avec l’Érythréen Zersenay Tadesse. Il déclare après la course : « Tout d'un coup, j'ai perdu ma coordination et j'avais la tête qui tournait. J'ai même commencé à douter du nombre de tours qu'il me restait à faire. J'étais troublé et je sentais que mon énergie s'échappait. Je ralentissais et je perdais le contrôle de mon corps et de ma tête. Alors, j'ai décidé d'arrêter. ».
Lors de la saison estivale, il établit la meilleure performance mondiale de l'année sur 5 000 m au meeting de Saragosse en 12 min 49 s 53, et améliore par ailleurs à Stockholm son record personnel sur 3 000 m en 7 min 25 s 79. Fin août, il participe à l'épreuve du 10 000 m des championnats du monde d'Osaka. En grande difficulté à deux tours de l'arrivée, il parvient pourtant à décrocher son troisième titre mondial consécutif en dominant son compatriote Sileshi Sihine après une dernière accélération effectuée lors du dernier virage. En fin d'année 2007, il épouse l'actrice éthiopienne Danawit Gebregziabher.

### Doublé aux Jeux olympiques de Pékin (2008)
Il établit la meilleure performance mondiale de tous les temps dans l'épreuve du 2 miles en février 2008 à Birmingham en 8 min 4 s 69. Le 30 mars, aux championnats du monde de cross-country d'Édimbourg en Écosse, il remporte son onzième titre mondial individuel en devançant notamment le tenant du titre érythréen Zersenay Tadese. Le 8 juin, lors de la Prefontaine Classic d'Eugene, il signe la meilleure performance mondiale de l'année sur 10 000 m en 26 min 25 s 97. Au début d'août, quelques jours avant les Jeux olympiques, il conserve son titre continental du 5 000 m, à l'occasion des 16e championnats d'Afrique disputés sur ses terres, à Addis-Abeba. Il s'impose en 13 min 49 s 67, devant le Kényan Isaac Songok et l'autre Éthiopien Ali Abdosh.
Comme en 2004, Kenenisa Bekele décide de s'aligner sur les deux épreuves de fond lors des Jeux olympiques de Pékin. Le 17 août, il conserve son titre olympique du 10 000 m en établissant un nouveau record olympique en 27 min 1 s 17 et en devançant à l'arrivée Sileshi Sihine et Micah Kogo. Le 23 août, il participe à la finale du 5 000 m avec pour objectif de remporter un troisième titre olympique. Lancé par son frère Tariku, il accélère peu avant le dernier tour et franchit seul la ligne d'arrivée en 12 min 57 s 82, établissant un deuxième record olympique dans cette compétition ainsi que la meilleure performance mondiale de l'année. Il devance de près de cinq secondes le Kényan Eliud Kipchoge, et de plus de huit secondes son compatriote Edwin Cheruiyot Soi. Bekele devient le sixième athlète à réussir le doublé 5 000 m-10 000 m lors de la même édition des Jeux olympiques après Hannes Kolehmainen (1912), Emil Zátopek (1952), Lasse Viren (en 1972 et en 1976), Volodymyr Kuts (1956) et  Miruts Yifter (1980). Le Britannique Mohamed Farah rééditera cet exploit en 2012.
Il commence une carrière sur route le 16 novembre 2008, à Nimègue (Pays-Bas) pour battre le record du monde du 15 km sur route. L'Éthiopien suit ainsi les traces de son glorieux aîné Haïle Gebreselassie, mais il y subit une fracture de fatigue.

### Deux nouveaux titres mondiaux (2009)

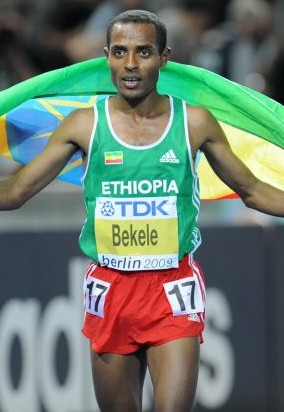
Kenenisa Bekele après sa victoire sur 10 000 m lors des Championnats du monde de Berlin, en 2009.

Kenenisa Bekele remporte les trois premiers meetings de la Golden League 2009, à Berlin, Oslo, Rome dans lequel il descend une nouvelle fois sous les 13 minutes sur 5 000 m (12 min 56 s 23), et Paris sur la distance du 3 000 m. Il participe aux championnats du monde 2009, à Berlin, où il décide de s'aligner sur les deux épreuves de fond sur piste, le 5 000 m et le 10 000 m. Le 17 août, il remporte la finale du 10 000 m et signe son quatrième succès consécutif sur cette distance après 2003, 2005 et 2007, égalant son compatriote Haile Gebrselassie. Il établit un nouveau record des championnats avec 26 min 46 s 31 et devance à l'arrivée l'Érythrée Zersenay Tadese et le Kényan Moses Ndiema Masai. Deux jours plus tard, il devient le premier athlète à réussir le doublé 10 000 m / 5 000 m lors d'un championnat du monde d'athlétisme en s'imposant en 13 min 17 s 09, devant Bernard Lagat et James Kwalia. Ce doublé sera également réalisé par le Britannique Mo Farah lors des championnats du monde 2013.
Il établit la meilleure performance mondiale de l'année au Weltklasse de Zurich le 28 août 2009 en 12 min 52 s 32, et s'adjuge la victoire en Golden League en remportant quelques jours plus tard le Mémorial Van Damme de Bruxelles en 12 min 55 s 31.

### Blessures et retour (2010-2013)
Kenenisa Bekele ne dispute aucune compétition en 2010 en raison de blessures récurrentes au mollet et au genou. Il fait son retour sur les pistes d’athlétisme en milieu d'année 2011 et participe en août aux championnats du monde de Daegu, en Corée du Sud. Lors de l'épreuve du 10 000 m, il abandonne à la mi-course, expliquant que son retour était « trop compliqué » après vingt mois d'absence en compétition. Il déclare forfait pour le 5 000 m. Le 16 septembre, au Mémorial Van Damme, il établit néanmoins la meilleure performance mondiale de l'année en 26 min 43 s 16.
Il axe sa préparation de l'année 2012 sur les Jeux olympiques de Londres. Auteur de 27 min 2 s 59 sur 10 000 m en juin 2012 à Birmingham, il réussit le temps de 12 min 55 s 99 lors du Meeting Areva dans une course très rapide où dix athlètes descendent sous les treize minutes. En quête d'un quatrième titre olympique, Bekele termine finalement au pied du podium du 10 000 m des Jeux de Londres, derrière le Britannique Mo Farah, l'Américain Galen Rupp et son frère Tariku Bekele.
En 2013, l’Éthiopien établit l'une des meilleures marques de la saison sur 10 000 m en juin lors de la Prefontaine Classic d'Eugene en 27 min 12 s 08. Il n'est cependant pas retenu pour les championnats du monde 2013 de Moscou.

### Passage au marathon

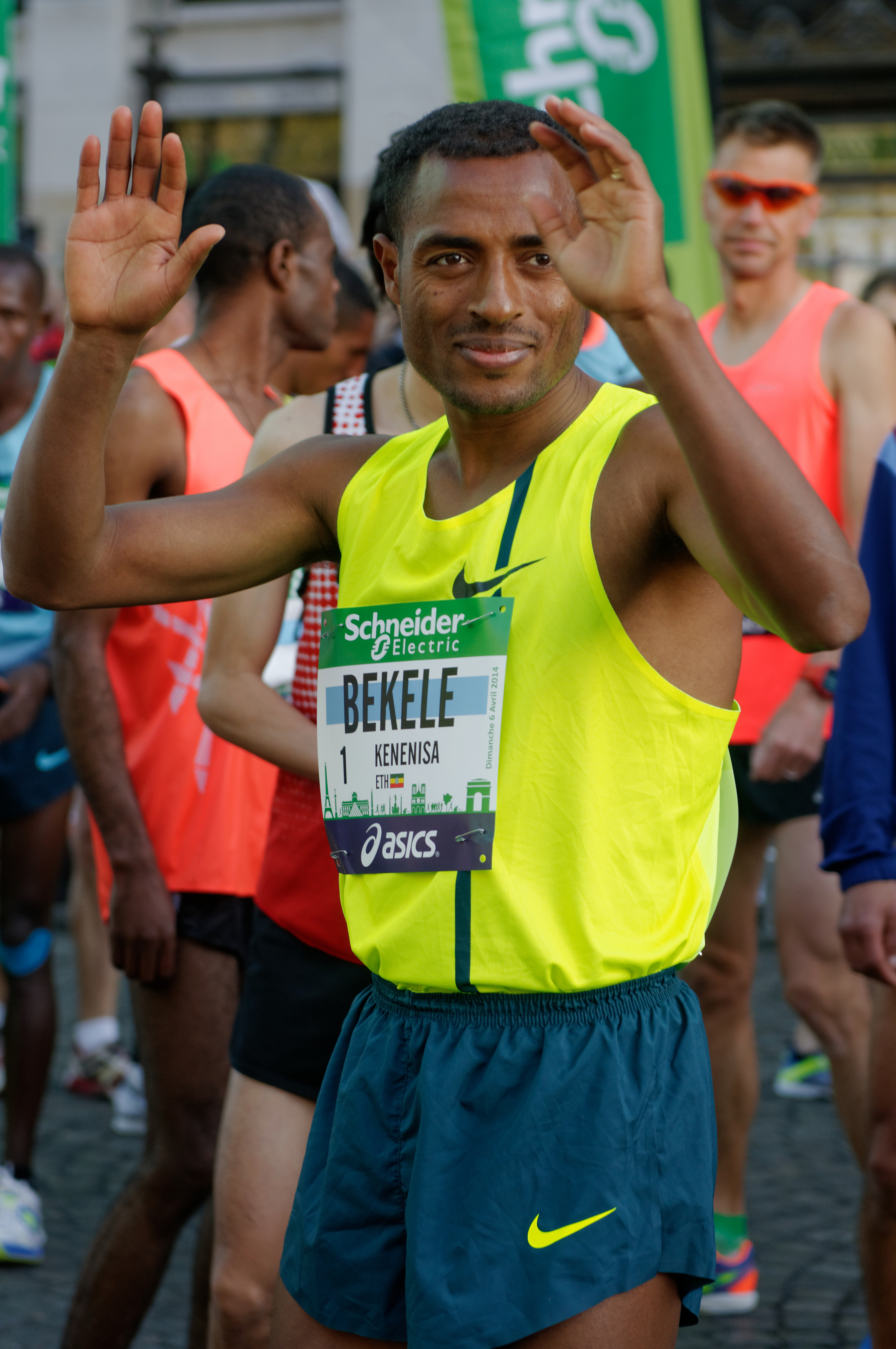
Kenenisa Bekele lors du marathon de Paris 2014 qu'il remporte.

Il court son premier marathon le 6 avril 2014 en participant au marathon de Paris, qu'il remporte en 2 h 5 min 4 s, nouveau record de l'épreuve,. Après cette victoire, il termine 4e au Marathon de Chicago 2014 en 2 h 5 min 51 s, soit un peu moins rapide qu'à son premier marathon. 
En 2015, il abandonne au Marathon de Dubaï, et ce sera sa seule course de 2015. 
Au Marathon de Londres 2016, il fait le podium en 2 h 6 min 36 s. Après cela, il court le 10 km de Manchester où il termine premier en 28 min 8 s. Le 25 septembre 2016, il remporte le marathon de Berlin, en 2 h 3 min 3 s, deuxième meilleure performance de tous les temps.
Il termine deuxième du marathon de Londres le 23 avril 2017 qui a vu la victoire du Kényan Daniel Wanjiru. Durant cette année, il a abandonné à deux de ses trois marathons, soit une année très décevante. 
En 2018, il termine 8e du Marathon de Londres, après cela, une remise en question est de mise pour lui et les amateurs. Il s'en va s'entraîner sérieusement pour revenir plus fort.

### La renaissance
Le 29 septembre 2019, Bekele remporte une seconde fois le marathon de Berlin en 2 h 1 min 41 s, à seulement deux secondes du record du monde d'Eliud Kipchoge. Il devient également le deuxième athlète de l'histoire à courir sous les 2 h 2 min sur un marathon.
Le 1er mars 2020, il participe au semi-marathon The Big Half et termine premier haut la main. De ce fait même il bat le record du parcours qui était autrefois détenu par Mo Farah. Il complète les vingt et un kilomètres avec un temps de 1 h 0 min 22 s.

## Palmarès

### Piste
| Date | Compétition                    | Lieu              | Résultat | Épreuve  |
| ---- | ------------------------------ | ----------------- | -------- | -------- |
| 1999 | Championnats du monde cadets   | Bydgoszcz         | 2e       | 3 000 m  |
| 2000 | Championnats du monde juniors  | Santiago du Chili | 2e       | 5 000 m  |
| 2003 | Championnats du monde          | Paris             | 3e       | 5 000 m  |
| 2003 | Championnats du monde          | Paris             | 1er      | 10 000 m |
| 2003 | Jeux africains                 | Abuja             | 1er      | 5 000 m  |
| 2004 | Jeux olympiques                | Athènes           | 2e       | 5 000 m  |
| 2004 | Jeux olympiques                | Athènes           | 1er      | 10 000 m |
| 2005 | Championnats du monde          | Helsinki          | 1er      | 10 000 m |
| 2006 | Championnats du monde en salle | Moscou            | 1er      | 3 000 m  |
| 2006 | Championnats d'Afrique         | Bambous           | 1er      | 5 000 m  |
| 2006 | Coupe du monde des nations     | Athènes           | 2e       | 3 000 m  |
| 2007 | Championnats du monde          | Osaka             | 1er      | 10 000 m |
| 2008 | Championnats d'Afrique         | Addis-Abeba       | 1er      | 5 000 m  |
| 2008 | Jeux olympiques                | Pékin             | 1er      | 5 000 m  |
| 2008 | Jeux olympiques                | Pékin             | 1er      | 10 000 m |
| 2009 | Championnats du monde          | Berlin            | 1er      | 5 000 m  |
| 2009 | Championnats du monde          | Berlin            | 1er      | 10 000 m |
| 2009 | Finale mondiale                | Thessalonique     | 1er      | 3 000 m  |
| 2012 | Jeux olympiques                | Londres           | 4e       | 10 000 m |

### Cross-country
| Épreuve / Édition | 2001             | 2002         | 2003         | 2004         | 2005         | 2006         | 2007 | 2008         |
| Cross court       | Argent 12 min 42 | Or 12 min 11 | Or 11 min 01 | Or 11 min 31 | Or 11 min 33 | Or 10 min 54 | X    | X            |
| Cross long        |                  | Or 34 min 52 | Or 35 min 56 | Or 35 min 52 | Or 35 min 06 | Or 35 min 10 | Ab.  | Or 34 min 38 |

### Route
| Date | Compétition          | Lieu     | Résultat | Épreuve       | Temps           |
| ---- | -------------------- | -------- | -------- | ------------- | --------------- |
| 2014 | Marathon de Paris    | Paris    | 1er      | Marathon      | 2 h 05 min 04 s |
| 2014 | Marathon de Chicago  | Chicago  | 4e       | Marathon      | 2 h 05 min 51 s |
| 2016 | Marathon de Londres  | Londres  | 3e       | Marathon      | 2 h 06 min 36 s |
| 2016 | Marathon de Berlin   | Berlin   | 1er      | Marathon      | 2 h 03 min 03 s |
| 2017 | Marathon de Londres  | Londres  | 2e       | Marathon      | 2 h 05 min 57 s |
| 2018 | Marathon de Londres  | Londres  | 6e       | Marathon      | 2 h 08 min 53 s |
| 2018 | Grand Prix de Berne  | Berne    | 1er      | 10 miles      |                 |
| 2019 | Marathon de Berlin   | Berlin   | 1er      | Marathon      | 2 h 01 min 41 s |
| 2020 | The Big Half         | Londres  | 1er      | Semi-marathon |                 |
| 2021 | Marathon de Berlin   | Berlin   | 3e       | Marathon      | 2 h 06 min 47 s |
| 2021 | Marathon de New-York | New-York | 6e       | Marathon      | 2 h 12 min 52 s |
| 2022 | Marathon de Londres  | Londres  | 5e       | Marathon      | 2 h 05 min 53 s |
| 2023 | Marathon de Valence  | Valence  | 4e       | Marathon      | 2 h 04 min 19 s |
| 2024 | Marathon de Londres  | Londres  | 2e       | Marathon      | 2 h 04 min 15 s |
| 2024 | Jeux olympiques      | Paris    | 39e      | Marathon      | 2 h 12 min 24 s |

### Autres championnats majeurs
- 17e finale du Grand Prix à Melbourne en 2001 : 2e en 7 min 54 s 39
- 1re Finale mondiale de l'athlétisme à Monaco en 2003 : 1er en 7 min 36 s 98
- Vainqueur de la Golden League 2009

## Records

### Records du monde battus
- Record du monde du 5 000 m  en 12 min 37 s 35 à Hengelo en 2004
- Record du monde du 10 000 m en 26 min 20 s 31 à Ostrava en 2004
- Record du monde du 10 000 m en 26 min 17 s 53 à Bruxelles en 2005
- Record du monde du 2 000 m en salle en 4 min 49 s 99 à Birmingham en 2007
- Record du monde du 2 miles en salle en 8 min 04 s 35 à Birmingham en 2008
- Record du monde du 5 000 m en salle en 12 min 49 s 60 à Birmingham en 2004

### Records personnels
| Épreuve   | Épreuve        | Performance      | Lieu            | Date              |
| --------- | -------------- | ---------------- | --------------- | ----------------- |
| Plein air | 1 500 m        | 3 min 32 s 35    | Shanghai        | 28 septembre 2007 |
| Plein air | 3 000 m        | 7 min 25 s 79    | Stockholm       | 7 août 2007       |
| Plein air | 2 miles        | 8 min 13 s 51    | Hengelo         | 26 mai 2007       |
| Plein air | 5 000 m        | 12 min 37 s 35   | Hengelo         | 31 mai 2004       |
| Plein air | 10 000 m       | 26 min 17 s 53   | Bruxelles       | 26 août 2005      |
| Plein air | 10 km (route)  | 27 min 49 s      | Dublin          | 15 avril 2012     |
| Plein air | 15 km (route)  | 42 min 42 s      | Bergh           | 9 décembre 2001   |
| Plein air | Semi-marathon  | 01 h 00 min 09 s | Newcastle       | 15 septembre 2013 |
| Plein air | Marathon       | 2 h 01 min 41 s  | Berlin          | 28 septembre 2019 |
| Salle     |                |                  |                 |                   |
| Mile      | 4 min 01 s 57  | New York         | 3 février 2006  |                   |
| 2 000 m   | 4 min 49 s 99  | Birmingham       | 17 février 2007 |                   |
| 3 000 m   | 7 min 30 s 51  | Stockholm        | 20 février 2007 |                   |
| 2 miles   | 8 min 04 s 35  | Birmingham       | 16 février 2008 |                   |
| 5 000 m   | 12 min 49 s 60 | Birmingham       | 20 février 2004 |                   |

### Meilleures performances par année
| Année | Temps          | Lieu      | Date        | Rang |
| ----- | -------------- | --------- | ----------- | ---- |
| 2012  | 12 min 55 s 79 | Paris     | 6 juillet   | 9e   |
| 2009  | 12 min 52 s 32 | Zurich    | 28 août     | 1er  |
| 2008  | 12 min 50 s 18 | Zurich    | 29 août     | 1er  |
| 2007  | 12 min 49 s 53 | Saragosse | 28 juillet  | 1er  |
| 2006  | 12 min 48 s 09 | Bruxelles | 25 août     | 1er  |
| 2005  | 12 min 40 s 18 | Paris     | 1er juillet | 1er  |
| 2004  | 12 min 37 s 35 | Hengelo   | 31 mai      | 1er  |
| 2003  | 12 min 52 s 26 | Oslo      | 27 juin     | 3e   |
| 2002  | 13 min 26 s 58 | Milan     | 5 juin      | 71e  |
| 2001  | 13 min 13 s 33 | Séville   | 8 juin      | 29e  |
| 2000  | 13 min 20 s 57 | Rieti     | 3 septembre | 53e  |

| Année | Temps          | Lieu       | Date         | Rang |
| ----- | -------------- | ---------- | ------------ | ---- |
| 2012  | 27 min 02 s 59 | Birmingham | 22 juin      | 3e   |
| 2011  | 26 min 43 s 16 | Bruxelles  | 16 septembre | 1er  |
| 2009  | 26 min 46 s 31 | Berlin     | 17 août      | 1er  |
| 2008  | 26 min 25 s 97 | Eugene     | 8 juin       | 1er  |
| 2007  | 26 min 46 s 19 | Bruxelles  | 14 septembre | 1er  |
| 2005  | 26 min 17 s 53 | Bruxelles  | 26 août      | 1er  |
| 2004  | 26 min 20 s 31 | Ostrava    | 8 juin       | 1er  |
| 2003  | 26 min 49 s 57 | Paris      | 25 août      | 4e   |

| Année | Temps         | Lieu    | Date         | Rang |
| ----- | ------------- | ------- | ------------ | ---- |
| 2014  | 2 h 05 min 04 | Paris   | 6 avril      | 1er  |
| 2016  | 2 h 03 min 03 | Berlin  | 25 septembre | 1er  |
| 2017  | 2 h 05 min 57 | Londres | 23 avril     | 2e   |
| 2019  | 2 h 01 min 41 | Berlin  | 29 septembre | 1er  |